# Velesmes-Échevanne
Velesmes-Échevanne település Franciaországban, Haute-Saône megyében. Lakosainak száma 489 fő (2022. január 1.). Velesmes-Échevanne Saint-Broing, Ancier, Battrans, Cresancey, Onay, Saint-Loup-Nantouard, Velloreille-lès-Choye és Colombine községekkel határos.

## Népesség
A település népessége az elmúlt években az alábbi módon változott:
| Lakosok száma | 510  | 493  | 504  | 485  | 485  | 486  | 486  | 487  | 489  |
|               | 2013 | 2015 | 2016 | 2017 | 2018 | 2019 | 2020 | 2021 | 2022 |